# Порнографска зависимост
Порнографската зависимост е поведенческа зависимост отнасяща се към компулсивното, редовно използване на порнографски материали с цел доставяне на сексуално удоволствие, довеждащо до негативни последици за употребяващия – физически, психически, социални или дори финансови.
Съществуването на порнографска зависимост е в процес на продължителен дебат между психолози, доктори и учени.Според DSM-5 това е компулсивно разтройство, но не и зависимост.
Проблематичното използване на порнография често се основава на голямото време, което зависимият отделя за откриване и гледане на порнографски материали, като по този начин той вреди на социалните си взаимоотношения, постигането на поставени цели и интимния си живот. Зависимите към порнография често посочват като последица от техните действия наличие на социална изолация, депресия, проблеми в кариерата, намалена продуктивност и други.
Порнографската зависимост е тясно свързана с появата и масовото ползване на Интернет, който дава възможност за достъп на мига до неограничено количество порнографски материали. Това е причината много психолози и лекари да препоръчват на зависимите използването на специален софтуер блокиращ зареждането на сексуални изображения.
Порнографската зависимост е сравнявана с наркотичната и поради факта, че много от зависимите с времето развиват толерантност към даден вид порнография и се нуждаят от по-екстремен материал за да се почувстват удовлетворени. Това само по себе си води до неудовлетвореност от собствения сексуален опит и сексуални взаимоотношения.
В началото на април 2016 година списание Time публикува обширна статия „Porn and the Threat to Virility“ за ефектите на порнографската зависимост и нарастващото анти-порнографско движение, като статията заема корицата на списанието.

## Симптоми
Някои от често срещаните симптоми за порнографска зависимост са:
- Компусливно поведение водещо до загуба на контрол
- Опитите за спиране са неуспешни, въпреки негативните последици
- Използването на порнография е основно занимание и му се отделя много свободно време
- Толерантност – това, което е било необходимо в миналото за достигане на сексуално удовлетворение вече не е достатъчно
- Абстинентни синдроми – раздразнителност, депресия и др.

## В популярната култура
Някои от филмите разглеждащи тази зависимост са:
- Дон Джон (Don Jon) – филм от 2013 година с участието на Джоузеф Гордън-Левит
- Мъже, жени и деца (Men, Women & Children) – филм от 2014 година на Джейсън Райтман